# Crise d'épilepsie généralisée tonico-clonique
La crise d'épilepsie généralisée tonico-clonique est un type de crise épileptique généralisée.
Elle se décompose en 4 phases. La première est la chute, avec une perte de connaissance immédiate. S'ensuit une phase de raidissement des membres, les yeux sont révulsés et le corps est cyanosé, la respiration est bloquée (phase tonique d'environ 10 s). Viennent ensuite la phase clonique, avec trémulation des membres (environ 30 s), puis la phase de coma post-traumatique épileptique, phase post-ictale, avec un relâchement des urines ; la personne est dans un coma de niveau 3. Elle reprendra connaissance progressivement sans aucun souvenir de la crise et dans un état de fatigue extrême (de 30 s à 3 min). Si les crises se succèdent, il faut immédiatement contacter le SAMU car c'est une urgence médicale grave et vitale pour le patient qui peut présenter des séquelles irrémédiables dans le cerveau (par exemple des lésions).